# Dissakisita-(La)
La dissakisita-(La) és un mineral de la classe dels silicats, que pertany al grup de l'al·lanita. Rep el nom per la seva estreta relació amb la dissakisita-(Ce).

## Característiques
La dissakisita-(La) és un silicat de fórmula química {CaLa}{Al₂Mg}(Si₂O₇)(SiO₄)O(OH). Va ser aprovada com a espècie vàlida per l'Associació Mineralògica Internacional l'any 2003. Cristal·litza en el sistema monoclínic. La seva duresa a l'escala de Mohs es troba entre 6,5 i 7.
Segons la classificació de Nickel-Strunz, la dissakisita-(La) pertany a «09.B - Estructures de sorosilicats amb grups barrejats de SiO₄ i Si₂O₇; cations en coordinació octaèdrica [6] i major coordinació» juntament amb els següents minerals: al·lanita-(Ce), al·lanita-(La), al·lanita-(Y), clinozoisita, dissakisita-(Ce), dol·laseïta-(Ce), epidota, epidota-(Pb), khristovita-(Ce), mukhinita, piemontita, piemontita-(Sr), manganiandrosita-(La), tawmawita, manganipiemontita-(Sr), ferrial·lanita-(Ce), clinozoisita-(Sr), manganiandrosita-(Ce), vanadoandrosita-(Ce), uedaïta-(Ce), epidota-(Sr), al·lanita-(Nd), ferrial·lanita-(La), åskagenita-(Nd), zoisita, macfal·lita, sursassita, julgoldita-(Fe2+), okhotskita, pumpel·lyïta-(Fe2+), pumpel·lyïta-(Fe3+), pumpel·lyïta-(Mg), pumpel·lyïta-(Mn2+), shuiskita, julgoldita-(Fe3+), pumpel·lyïta-(Al), poppiïta, julgoldita-(Mg), ganomalita, rustumita, vesuvianita, wiluïta, manganovesuvianita, fluorvesuvianita, vyuntspakhkita-(Y), del·laïta, gatelita-(Ce) i västmanlandita-(Ce).

## Formació i jaciments
Va ser descoberta a Vedetta Alta, situada a la vall d'Ultimo, dins la província de Bolzano (Trentino-Alto Adige, Itàlia). També ha estat descrita a Rybníček, a la regió de Pezinok (Bratislava, Eslovàquia), i a Mochalin Log, a l'óblast de Txeliàbinsk (Rússia). Aquests tres indrets són els únics de tot el planeta on ha estat descrita aquesta espècie mineral.